# Économie marxiste

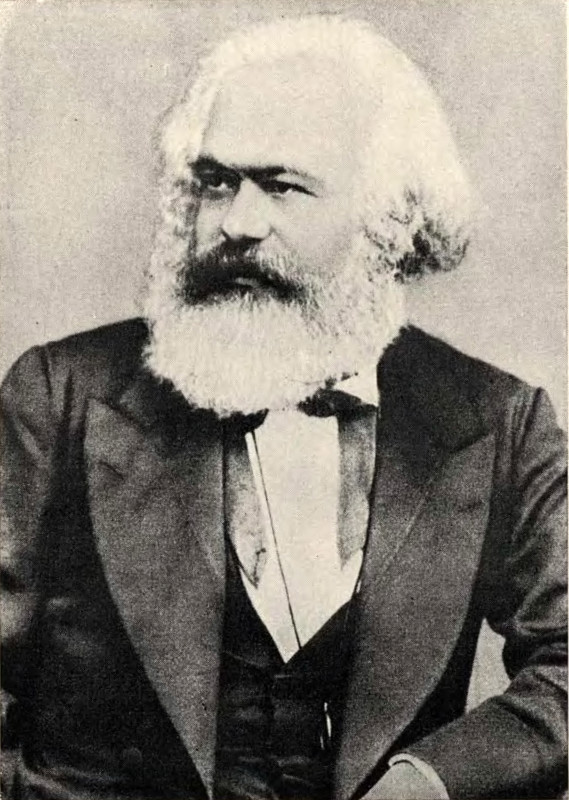
Karl Marx

 (janvier 2008).
Si vous disposez d'ouvrages ou d'articles de référence ou si vous connaissez des sites web de qualité traitant du thème abordé ici, merci de compléter l'article en donnant les références utiles à sa vérifiabilité et en les liant à la section « Notes et références ».
L'économie marxiste est une école de pensée économique issue des travaux de Karl Marx et de ses successeurs marxistes. L'économie marxiste renvoie à l'ensemble des productions intellectuelles d'économie inspirées des thèses du marxisme.
L'économie marxiste est basée sur trois noyaux : les écrits économiques de Marx ; l'économie marxienne, qui se réclame de la pensée originale de Marx ; et l'économie marxiste, qui appuie sa réflexion sur le marxisme et l'élargit.

## Historique
Le marxisme économique trouve son origine dans les travaux de Marx, qui, pour beaucoup, abordent des questions économiques. Marx s'inspire en partie du socialisme français et de la pensée socialiste au sens large. À la manière d'Auguste Comte, Marx pense pouvoir découvrir des lois de l'histoire. Marx pense l'économie à partir d'une division des classes sociales, à l'instar de Claude de Saint-Simon, qui considérait qu'il existe un clivage entre la classe des producteurs et la classe des oisifs (bourgeois, militaires, juristes…). Marx s'éloigne toutefois nettement de Saint-Simon, qui souhaitait résoudre l'antinomie de classe en soumettant la société à l'intérêt des producteurs. Mais dans tous les cas, le communisme vers lequel doit tendre la société est pour une grande part inspiré des penseurs utopistes français. Marx pense que la société doit se diriger vers l'abolition de la propriété privée et l'appropriation des moyens de production par les travailleurs.

## Postulats

### Nécessité du marxisme économique
Le marxisme économique justifie son existence par la nécessité d'une rupture avec les concepts utilisés par l'économie non-marxiste, qui, selon les marxistes économiques, n'est qu'une formalisation de la pensée bourgeoise. En 1847, dans Misère de la philosophie, Marx écrit que « les économistes expriment les relations bourgeoises de la production, de la division du travail, du crédit, de la monnaie, etc., comme fixes, immuables, des catégories éternelles ». Il s'agit pour le marxisme économique d'expliquer « comment ces relations elles-mêmes sont produites ».

### Matérialisme historique
Le pilier de la pensée économique marxiste se situe dans sa conception matérialiste de l’histoire, inspirée du matérialisme de Ludwig Feuerbach. Le matérialisme historique soutient que les hommes (agents économiques) pensent, agissent et produisent sur la base des conditions socio-économiques qui sont les leurs. Ils font leur propre histoire, sans savoir laquelle ils font. Les conditions de la reproduction matérielle de la société sont déterminantes dans la structure de la société même.
Ce matérialisme historique est basé sur une dialectique, inspirée de celle de Georg Hegel, selon laquelle le devenir de toute réalité se comprend dans un mouvement passant de l'affirmation (thèse) à la négation (antithèse), puis à la négation de la négation (synthèse). Seulement, si Hegel déduit de la dialectique l'existence de l'Esprit, c'est-à-dire de l'Absolu ou encore de la Liberté, Marx considère que la dialectique s'inscrit dans l’évolution de l’activité humaine. Aussi est-il amené à penser que les conditions économiques et matérielles déterminent l'anatomie d'une société. Ce n'est pas la conscience des hommes qui détermine la réalité, mais la réalité sociale qui détermine leur conscience.
Nous retrouvons donc l'idée d'Auguste Comte selon laquelle l'Esprit est déterminé par des conditions historiques et sociales. Mais, là où Marx se démarque de Comte, c'est qu'il essaie de faire reposer cette idée sur une base scientifique et matérielle. Il rattache en effet la conscience à un mode de production, ensemble composé d'une infrastructure (nature des forces productives comme les outils et le travail, et rapports techniques et sociaux de travail) et de la superstructure (religion, Droit, morale, idéologies, science…).

### Évolution historique des structures de production
En application du matérialisme historique, Marx conçoit l'évolution de la pensée comme l'évolution de la société humaine, qui elle-même suit une course dialectique. Il considère ainsi que plusieurs modes de productions historiquement situés se sont succédé (féodalisme, esclavagisme, capitalisme…), déterminant des organisations sociales. Chaque mode se heurtant à un moment donné aux contradictions entre les institutions et les forces productives, qui trouvent leur résolution dans le mode qui leur succède.

### Valeur travail
Marx est parfois considéré comme le dernier des partisans de l'école classique d'économie. Cela tient à ce que cette dernière trouvait une forme d'homogénéité dans l'adhésion en la théorie de la valeur-travail de David Ricardo, à laquelle Marx adhère.

### Exploitation et plus-value
Le cœur de la théorie de la valeur du marxisme économique se situe dans la notion de plus-value, qui est le symptôme de l'exploitation des travailleurs. Cette notion est empruntée à Pierre-Joseph Proudhon. Elle ne peut être comprise que dans le cadre de la théorie de l'exploitation sociale soutenue par le marxisme économique.
Selon ce dernier, la répartition de la richesse est directement déterminée par la bipartition générale de la société en deux classes sociales ; la classe bourgeoise qui détient le capital, et la classe prolétarienne, qui ne dispose que de sa force de travail (facteur travail). Le capitalisme exploite le travailleur en lui subtilisant une plus-value (le « sur-travail »), car le capitaliste ne paye que la valeur de la force de travail, et non la valeur produite par la force de travail. Le capitaliste tire son profit de cette différence, qui est la plus-value.

### Capital
Le marxisme économique soutient que le capital n'est pas que l'ensemble des outils de production utilisés par les travailleurs, mais aussi et surtout l'expression d'une relation sociale de production historiquement déterminée. Le propre du capital est qu'il est utilisé pour produire des biens destinés à être vendus avant d'être utilisés, et non à être simplement utilisés.

### Valeur des biens
Dans la valeur du produit il y a ainsi :
- la valeur des moyens de production consommés dans la fabrication du produit ;
- la valeur du travail payé (constitué par la valeur de la force de travail utilisée, donc le montant des salaires) ;
- et une autre partie du travail fourni par l'ouvrier qui n'est pas payée et qui constitue la plus-value empochée par le propriétaire des moyens de production qui devient par ce mécanisme un capitaliste.

Il tire de ces fondamentaux une théorie selon laquelle les tendances internes du système capitaliste recèlent des contradictions indépassables qui vont déclencher systématiquement et de manière récurrente, des crises économiques.

### Circuit économique
Le marxisme économique est attaché à la théorie du circuit économique mis en avant par les physiocrates. Il reprend aussi des éléments de la pensée ricardienne.

## Thèses

### Le fétichisme de la marchandise au sein de la société capitaliste
Le concept du fétichisme de la marchandise, parfois précisé en fétichisme de la marchandise et de la monnaie, développé par Karl Marx dans le premier chapitre de son ouvrage Le Capital, décrit un phénomène fondamental propre au mode de production capitaliste. L'auteur souligne que, dans ce système, les marchandises sont erronément perçues comme ayant une valeur d'échange intrinsèque en elles-mêmes et autonome, comme si leur valeur n'avait rien à voir avec l'activité humaine réelle qui les a produites. Aussi, ce concept de fétichisme partage des similitudes avec les idées d'aliénation et d'idéologie dans la pensée de Marx, c'est-à-dire que le fétichisme est une structure engendrant une dépossession de soi-même (=aliénation) également combinée à une fausse conscience dominante (=idéologie) générée par le culte de la marchandise et de la monnaie.
Ce concept repose donc sur l'analyse de la notion de valeur en économie (et la critique marxiste de cette dernière) ; il souligne la place qu'occupe la marchandise dans la vie quotidienne et comment ce fondement du système capitaliste se dérobe à notre compréhension. Selon l'économiste Isaak Roubine, la « théorie du fétichisme est, per se, la base de tout le système économique de Marx, et en particulier de sa théorie de la valeur ».
Le fétichisme de la marchandise désigne ainsi la manière dont la valeur d'échange des produits finit par être attribuée seulement à leurs qualités, alors que selon la théorie marxiste, la valeur d'échange est une fonction du travail humain, et des rapports sociaux qui rendent l'échange possible. Ainsi, le contexte social dans lequel les échanges sont faits, et son influence sur la valeur des objets, est aussi occulté dans la perspective du fétichisme de la marchandise. Cette illusion conduirait à une transformation des relations entre les gens en simples rapports entre choses. Le monde des objets, devenu autonome, dominerait alors les hommes sous le capitalisme en tant que « domination impersonnelle »,.
Dans cette perspective, l'argent devient ainsi une véritable puissance divine dont le pouvoir s'exerce sur l'ensemble des pensées et des actions humaines. Le sociologue hongrois marxiste Georg Lukács parlera à ce propos de la « réification » des rapports sociaux. Selon Marx, la force de travail devient également une marchandise: le fétiche-marchandise ne concerne ainsi pas simplement des objets fixes, mais également des activités, elles aussi réifiées et chosifiées.
Marx met en parallèle ce concept avec les fétichismes religieux antérieurs au capitalisme, en y montrant également les différences : « dans le monde religieux, l'homme est dominé par l’œuvre de son cerveau, il l'est, dans le monde capitaliste, par l’œuvre de sa main ».

Le penseur marxien Anselm Jappe propose dans un article apparu dans la revue Jaggernaut en 2019 intitulé Un concept difficile - Le fétichisme chez Marx, résume ce qu'est le fétichisme de la marchandise :

« Le fétichisme signifie que les choses gouvernent la société à la place des êtres humains, parce que ces choses contiennent les relations sociales des hommes. Il s'agit d'une inversion réelle, une inversion entre l'abstrait et le concret, où, d'une manière socialement inconsciente, le travail concret et la valeur d'usage ne servent que comme "porteurs" ou "supports" de cette substance sous-jacente et invisible qu'est la valeur produite par le coté abstrait du travail. Dans une société fétichiste, les sujets véritables ne sont pas les humains, mais la valeur et son accumulation tautologique. Le fétichisme n'est donc pas un épiphénomène, mais constitue le cœur même de la conception marxienne du capitalisme comme société qui n'est pas seulement injuste, mais aussi, dans ses catégories fondamentales, destructives et autodestructive. Il n'est pas possible de sortir du fétichisme sans abolir le travail abstrait et la valeur. »

### Accumulation du capital
Dans le premier volume du Capital, Marx écrit que l'accumulation du capital résulte de « l'emploi de la survaleur en tant que capital, reconverti en capital ». Le capitaliste ne peut pas accumuler du capital sans accumuler de la plus-value, c'est-à-dire du travail prolétarien non rémunéré. L'accumulation du capital a pour conséquence une augmentation de la valeur des outils de production, et de la valeur que peut créer le facteur travail.
Marx soutient dans les Manuscrits de 1844 que « la concurrence entre les capitalistes augmente l'accumulation du capital », accumulation définie comme « la concentration du capital entre les mains de peu ». Le capitaliste qui souffre le plus de l'accumulation est le « petit capitaliste », car « avec l'augmentation du capital, le profit sur le capital diminue, du fait de la concurrence ».

### Fonctionnement du système d'exploitation
Marx considère que les capitaux engagés A se décomposent en deux parts : le capital constant c (les machines, les matières premières et les matières auxiliaires) et le capital variable v (les salaires). La valeur de A est donc A = c + v.
Il suppose de plus que le capital constant ne fournit aucun surplus au capitaliste, ce n'est que le capital variable qui est source de valeur, et cette valeur est proportionnée au temps de travail social nécessaire à la production de la marchandise. Celui-ci comprend le travail indirect et le travail direct.
L'exploitation des capitalistes s'exprime alors dans le fait que la force de travail utilisée n'est pas payée par le capitaliste au prorata de sa valeur. Le travailleur est payé, dans la logique de l'économie classique, au minimum vital qui permet sa subsistance. Sous la pression d'un chômage permanent, les salaires seront toujours ramenés à long terme vers le salaire minimum. Le capitaliste récupère donc une différence : la plus-value, notée pl. On a donc : A' = c + v + pl. On peut dès lors définir :
- le taux de plus-value : pl/v qui exprime le niveau d'exploitation du travailleur.
- le taux de profit : pl/(c+v), qui mesure le gain du capitaliste sur le capital engagé.

La valeur produite se répartit alors dans :
- Les salaires qui tendent vers le minimum vital.
- Les profits, donnés par la somme des plus-values, différence entre le travail total mis en œuvre et le travail nécessaire.
- Les intérêts et les rentes. Ils sont considérés par Marx comme une répartition de second degré prélevés sur les profits. Ils dépendent de facteurs monétaires ou financiers.

Trois possibilités s'offrent aux capitalistes pour accroître la plus-value :
- Augmenter la durée du travail (c'est la plus-value absolue).
- Diminuer le temps de travail pour produire l'équivalent du minimum de subsistance (c'est la plus-value relative), en pesant par exemple sur la production agricole, en améliorant le progrès technique ou en important - ce qui expliquerait l'impérialisme.
- Produire une quantité de produit plus importante pour un même temps de travail en découvrant une innovation technologique (c'est la plus-value différentielle). Seulement, lorsque cette innovation est généralisée, du fait de la concurrence, la plus-value relative disparaît, le prix de vente rejoint le prix de production.

### Fonctionnement du circuit économique
Marx distingue tout d'abord, les biens qui sont produits et consommés par le producteur direct, l'autoconsommation (et la communauté dans laquelle il vit) et les marchandises qui sont produites pour l'échange direct ou le commerce. Ensuite, Marx utilise la distinction entre valeur d'usage d'une marchandise (subjective et variable d'un agent à un autre et qui change aussi avec le développement technique) et valeur d'échange, le prix du marché (acceptable par tous les agents, ceci pour permettre justement l'échange). Enfin, Marx suppose que la « valeur » d'une marchandise est une donnée objective, fixée par la quantité de travail incorporée en elle, c'est le temps socialement nécessaire pour la produire. Elle prend forme ou se réalise grâce à l'échange et apparait comme « valeur d'échange ».
Ce qui intéresse Marx, c'est de comprendre la logique qui amène dans un premier temps la circulation simple des marchandises et celle du capital ensuite. Si la circulation simple de marchandises M-A-M (échange marchandise-argent et ensuite échange argent-marchandise) où l'argent intervient comme moyen de circulation (moyen d'achat) et fonctionne comme équivalent général, le troc M-M (échange marchandise contre marchandise) est caractérisé par un échange direct de valeurs où l'argent n'est pas nécessaire. La circulation M-A-M aboutit à échanger un produit contre un autre par l'intermédiaire de l'argent. Le but de l'échangiste, qui après avoir vendu quelque chose dont il n'a pas besoin, achète la marchandise qu'il désire, c'est de consommer mieux et plus. En revanche la circulation du capital A-M-A renferme en elle un objectif tout autre qui est celui d'acheter des marchandises pour les vendre plus cher. Là le but n'est pas la consommation mais l'enrichissement, faire avec l'argent plus d'argent, c'est faire du capital. Le capital est le résultat d'un long processus de développement social et n'apparait que là où la circulation simple des marchandises est déjà très développée. Enfin au stade plus évolué le capital s'assujettit la production proprement dite pour la transformer en mode de production capitaliste c’est-à-dire produire non seulement des objets d'utilité sociale, des valeurs d'usage mais surtout des marchandises, des valeurs et par-dessus tout de la plus value. Produire de la plus value est le but du mode de production capitaliste. C'est sa raison d'être. Il ne stimule la production que là où il y a de la plus value.

### Baisse tendancielle du taux de profit
Marx a soutenu la thèse de la chute tendancielle du taux de profit, à savoir que le taux de profit des capitalistes ne fera que baisser au fur et à mesure que la mécanisation remplacera les salariés. Afin d'obtenir un avantage sur leurs concurrents, les capitalistes sont tentés d'accroître leurs capacités de production par des innovations technologiques. Cela passe par une substitution du capital au travail, c'est-à-dire que des machines remplacent des travailleurs. Autrement dit ils substituent du capital constant c à du capital variable v, ce qui a pour conséquence d'augmenter l'intensité capitalistique de la composition organique du capital (proportion de c et v dans le capital). Or, la plus-value est donnée par l'utilisation de travail direct, et le taux de profit est pl / (c + v) ; donc, le taux de profit chute au fur et à mesure que la mécanisation s'accentue, ce qui peut provoquer des crises économiques.
Cela signifie que le capitaliste, qui a tendance à rechercher la meilleure combinaison capital/travail, réduit ses propres profits dans le cadre de la concurrence rationnelle qu'il mène aux autres capitalistes.
Cependant, Marx dit qu'il existe des contre-tendances à cette baisse. Les capitalistes tentent de la compenser en accroissant leur débouchés au reste du monde et notamment vers les colonies (impérialisme), ou en augmentant le taux de plus-value (qui est le taux d'exploitation pl / v, donc en baissant les salaires par exemple), et on pourrait envisager un état stationnaire du fait de la baisse du pouvoir d'achat des salariés, mais le problème est que la substitution du travail par le capital engendre de plus en plus de chômage, une armée de réserve de travailleurs, ce qui conduit inexorablement la société vers des conflits sociaux.
À terme donc, le capitalisme croule sous le poids de ses contradictions, c'est l'état de crise permanent, qui ne peut être évité que temporairement par l'expansion économique à des marchés vierges, ou par l'emballement de la croissance technologique.

### Rémunération et utilisation du capital
Toutefois, pour mieux établir les contradictions du capitalisme, il faut s'interroger sur qui paie vraiment de sa poche le capital « C » et le capital « V » de la formule. En considérant à son époque la relation capitaliste (qui détient les moyens de production)-ouvriers (qui n'a que sa force de travail) Marx écrit dans tous ses écrits économiques (ex : Le Capital, Travail salarié et Capital) que c'est le capitaliste qui y va de sa poche. De nos jours, on considère le plus souvent la relation capitaliste-entreprise (avec son collectif de travail) et la question alors se pose : qui paye « C » et « V » de sa poche ? » Le capitaliste ou l'entreprise ?.
Le taux de profit du capitaliste et le taux de l'entreprise dépendent alors aussi (1-) de la mise du capitaliste (capital social initial et à la suite d'augmentations de capital), (2-) des dividendes et rachat d'actions reversés par l'entreprise au capitaliste, et (3-) pour le capitaliste seul, de la plus-value éventuelle à la suite de la revente de ses actions.
De nos jours, le taux de profit exigé en se limitant au ratio dividende/capital social est selon le MEDEF très élevé : dans son guide-du-routard-du-financement-dentreprise-2020, le MEDEF écrit : « Votre projet doit les convaincre en termes de rentabilité. Les investisseurs s’attendent à sortir avec une plus-value (de 50% à 100% et parfois plus) en général au bout de 5 ans ». La plus-value (Pl), donc le dividende, est corrélée avec l'ensemble des facteurs de production (machines et force de travail) mais la contribution de l'investisseur à ces facteurs de production est faible au regard de la contribution de l'entreprise (de son collectif de travail) grâce à ses ventes ou ses emprunts. Ceci explique ce taux de profit élevé car l'investisseur ne le rapporte qu'à sa contribution, à savoir le capital social. C'est l'effet de levier.

### État-providence
Le marxisme économique a souvent différencié les conquêtes sociales venant d'en-haut (les élites contrôlant l’État distribuant des miettes de richesse pour pacifier la société), et les conquêtes d'en-bas (issues des luttes de classes). L’État-providence est perçu par certains auteurs marxistes comme appartenant à la première catégorie.
L'économie marxiste critique généralement l’État-providence sur trois points. Premièrement, il s'agit d'un outil de soutien à la reproduction du capital, c'est-à-dire à la domination sociale. Deuxièmement, l’État-providence est contradictoire, car il cherche à la fois à soutenir la reproduction du capital et à empêcher sa reproduction par le biais d'une démarchandisation d'une partie des fruits du travail.

### Chômage
Les économistes marxistes considèrent, contrairement aux autres écoles d'économie, que le chômage n'est pas le résultat de choix individuels, ou de pathologies du marché, mais relève de la nature même du capitalisme. Les chômeurs constituent l'armée de réserve du capitalisme. Le chômage assure une compression des salaires, car alors les chômeurs sont obligés d'accepter des salaires plus faibles pour obtenir l'emploi ; sinon, le capitaliste peut recruter un autre chômeur, qui acceptera certainement le faible salaire.

## Postérité

### Écoles postérieures
Le marxisme économique survit à Marx, et une partie des auteurs marxistes transforment petit à petit la pensée du fondateur de l'école de pensée afin de mener des réflexions qui puissent s'en éloigner sur certains points. On parle alors d'écoles marxiennes. Les auteurs marxiens reviennent aux travaux économiques de Marx tout en laissant le plus souvent de côté l'aspect idéologique ou métaphysique des écrits de Marx. L'école de la régulation s'inscrit dans cette lignée.
On peut également souligner l'importance de l'école historique allemande, très influencée par les travaux de Marx. Par ailleurs, les écrits de Joseph Schumpeter traduisent ainsi un intérêt marqué pour les écrits de Marx. A aussi émergé l'école du circuit, courant en partie d'inspiration marxiste qui insiste essentiellement sur les travaux de Marx qui sont relatifs à sa conception du circuit économique. Un des principaux représentants de ce courant est l'économiste Frédéric Poulon. Enfin, le post-marxisme.
Dans les pays anglo-saxons se profile un courant marxiste assez particulier, le marxisme analytique. Les marxistes analytiques réinterprètent les propositions fondamentales de Marx en les éclairant à la lumière des théories individualistes (rationalité, intérêt…), de la microéconomie et de la philosophie analytique. Gerald Cohen, John Roemer, Philippe Van Parijs, Jon Elster ont fait partie, à des degrés divers, de ce mouvement (Elster s'en étant distancé dans les années 1990 et Van Parijs ayant participé aux travaux du groupe de Septembre sans pour autant se proclamer marxiste). Le marxisme analytique prend place parmi les débats ouverts par la Théorie de la justice (1971) de John Rawls et sa critique libertarienne par Robert Nozick dans Anarchie, État et utopie (1974).

### Tentatives de synthèses
Plusieurs économistes ont essayé, à travers le temps, d'effectuer une synthèse entre des travaux issus du marxisme économique et des travaux d'écoles non marxistes. C'est par exemple le cas des travaux d'Oskar Lange ou Michio Morishima, qui se situent dans la lignée de ceux de John von Neumann sur l'équilibre général, et qui ouvrent des passerelles entre la pensée de Marx et celle de Léon Walras, pourtant un néoclassique.
Certains auteurs keynésiens, comme Michał Kalecki, ont introduit des concepts marxistes dans des théories keynésiennes. Plusieurs concepts marxistes sont utilisés au sein de l'école post-keynésienne, qui dévie du keynésianisme orthodoxe de la synthèse néoclassique, puis de la nouvelle économie keynésienne.
Le marxisme économique a dialogué avec certaines thèses de la théorie monétaire moderne.

### Influence
Les thèses économiques du marxisme ont connu, comme le marxisme, une influence importante dans plusieurs milieux. Certains proposent aujourd'hui des approches qui s'appuient sur un marxisme économique rénové. C'est le cas notamment de certains courants de pensée proches de l'altermondialisme. On peut penser par exemple à l'apport récent de Michael Hardt et Antonio Negri.

## Critiques et débats

### Production et reproduction des moyens de production
Dans ses ouvrages, comme Travail salarié et Capital, ou encore Le Capital, Marx fusionne le capitaliste et son entreprise. Le détenteur du capital semble propriétaire du compte en banque qu'il affecte à l'entreprise, qui est utilisé pour payer toutes les dépenses de la firme (salaires, métiers à tisser, fil). Ce compte serait alimenté en permanence avec une partie de sa fortune actuelle, de son capital. Le capitalisme achèterait ainsi tout de sa poche.
Toutefois, depuis les années 1860, deux fondements juridiques conduisent à briser cette fusion pour bien distinguer qui paye quoi entre le capitaliste et l'entreprise dont la société n'est que le « support juridique », chacun, capitaliste et entreprise, ayant son compte en banque. Ces deux fondements sont, tout d'abord, la « responsabilité limitée » (utile si l'entreprise doit emprunter pour acheter des machines sans faire prendre de risque au capitaliste) ; ensuite, la non réalité juridique de l'entreprise (elle ne peut donc être propriétaire de ce qu'elle achète : seul le capitaliste qui détient les actions l'est, même s'il ne met plus un sous dans l'entreprise pour acheter de nouvelles machines).
Au départ, le capitaliste verse sa mise (le capital social) sur le compte de l'entreprise. Certes, dans un premier temps, l'entreprise paye les premiers moyens de production (ex : locaux loués), les premiers salaires, un peu de matière première, grâce à la mise versée sur son compte d'entreprise. Ensuite, c'est bien entendu l'entreprise, son collectif de travail, qui SE paye SES salaires (dont ceux du personnel entretenant et réparant les moyens de production), SA matière première, SES machines supplémentaires, les charges et taxes diverses ET bien sûr des dividendes au capitaliste et même le rachat d'une partie des actions du capitaliste. Tous ces paiements sont possibles grâce aux produits des ventes et grâce aux emprunts contractés directement par l'entreprise et remboursés par elle. Tout cela sans que le capitaliste n'y rajoute un sous de sa fortune actuelle.
Bien qu'il n'ait pas rajouté un sous, le capitaliste est de fait propriétaire de toutes les machines supplémentaires en plus des premières entretenus en bon état de marche (sinon, que valent elles?).
Certes, le capitaliste peut parfois augmenter sa mise (lors d'une émission d'actions) mais si ça marche bien avec cette entreprise, il préfère miser sa fortune actuelle dans une autre.
Les deux fondements juridiques cités permettent donc la mise en œuvre de toutes sortes de procédés minimisant la mise du capitaliste pour l'acquisition de moyens de production (effet de levier), mais également pour l'acquisition d'autres entreprises (rachat à effet de levier) et enfin lui permettent même de récupérer une partie de sa mise (rachat d'actions) sans perte d'aucune de ses prérogatives et quitte à ce que l'entreprise s'endette pour cela.
Enfin, cette distinction triviale entre le compte en banque du capitaliste et celui de l'entreprise pour discerner qui paye quoi, qui emprunte et qui rembourse, conduit à se poser la question suivante à propos de la « baisse tendancielle du taux de profit » : il s'agit du profit de qui ? Sachant que la plus grande partie de « C » et surtout de « V » dans la formule Tprofit = Pl/(C+V) est payé par l'entreprise. Ce point est évoqué en fin du chapitre ci-dessus baisse tendancielle du taux de profit.

### Reproduction de la force de travail
Dans son ouvrage Travail salarié et Capital, à propos de la force de travail, Marx prend acte que « la classe ouvrière est dans l'impossibilité de prendre la résolution de ne pas faire d'enfants, sa situation fait au contraire du désir sexuel son plaisir principal et le développe exclusivement » et souligne que « La grande industrie a constamment besoin d'une armée de réserve d'ouvriers non occupés pour les moments de surproduction » et donc que « la surpopulation est donc dans l'intérêt de la bourgeoisie ».
Toutefois, ni dans cet ouvrage, ni dans aucun autre, Marx n'analyse le circuit de reproduction de la force de travail et ce dans le cadre de la reproduction sociale. Ce point a été critiqué par des historiennes telles que Silvia Federici et Tithi Bhattacharya. Elles relient directement la question de la formation de l'armée de réserve du capitalisme à la question reproductive. Tithi Bhattacharya remarque qu'il semble « que la clé pour développer une compréhension assez dynamique de la classe laborieuse est le cadre de la reproduction sociale. Il est essentiel de reconnaître que les travailleurs et travailleuses ont une existence au-delà du lieu de travail dans notre approche de la classe laborieuse ».
En citant d'autres auteurs comme M. A. Lebowitz elle pose l'existence d'un second circuit : « Mais qu’en est-il du circuit de reproduction du travail salarié ? L’« unicité » de la force de travail réside dans le fait que, bien quelle ne soit pas produite et reproduite par le capital, elle est vitale pour le circuit de production de ce dernier. Dans Le Capital, Marx ne théorise pas cette seconde circulation mais note simplement que « la conservation et la reproduction constante de la classe ouvrière demeurent une condition constante de la reproduction du capital » et que « le capitaliste n’a pas de souci à se faire : il peut faire confiance à l’instinct de conservation et à l’instinct sexuel des ouvriers ». Lebowitz remarque ici qu’il manque un circuit de production et de reproduction : celui de la force de travail. Marx aurait peut-être abordé cette question dans des ouvrages ultérieurs au Capital ».